# Burmanska huset

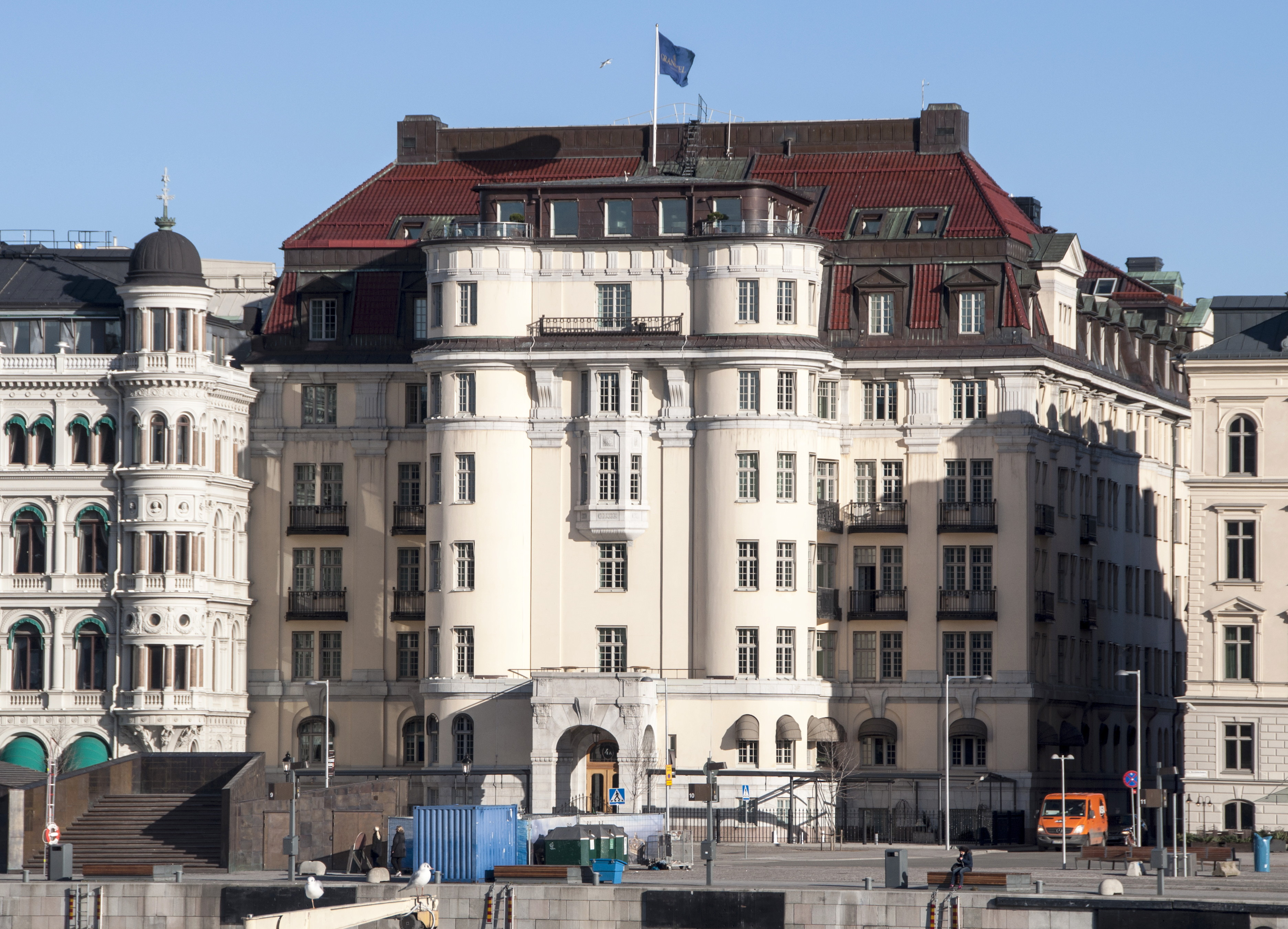
Burmanska huset

Burmanska huset, även Burmanska palatset och tidigare SAF-huset eller SAF-borgen är ett hus i jugendbarock på Södra Blasieholmshamnen 4 på Blasieholmen i Stockholm. Det är byggt som bostadshus men har också varit kontorshus, och har sedermera blivit hotell. Fastigheten är grönmärkt av Stadsmuseet i Stockholm vilket innebär att bebyggelsen bedöms vara "särskilt värdefull från historisk, kulturhistorisk, miljömässig eller konstnärlig synpunkt".

## Beskrivning
Byggnaden uppfördes 1909–1911 på tomten för det tidigare Norska Ministerhotellet som ett exklusivt bostadshus. Byggherre var bankiren och den tidige delägaren av Grand Hôtel, Axel Burman. Arkitektkontoret Hagström & Ekman ritade huset. Burman avled 1909 under byggets gång och hans stärbhus fullföljde projektet.
År 1934 flyttade Svenska arbetsgivareföreningen (SAF) in och fanns kvar ända fram till 2001, då organisationen gick samman med Sveriges Industriförbund och bildade Svenskt Näringsliv som tog över Industriförbundets huvudkontor på Storgatan.
I samband med en genomgripande ombyggnad i slutet av 1930-talet sänktes byggnadens dekorerade takresning mot Strömkajen.
Fastigheten förvärvades 2004 av The Grand Group som även äger byggnaderna Grand Hôtel och Bolinderska palatset i samma kvarter. Därefter har huset byggts om och 2006 invigdes 76 nya hotellrum samt en stor svit. Huset har av den nya ägaren lanserats som Burmanska palatset, efter byggherren.